# Ładownica M11
Ładownica M11 (niem. Patronentasche 11) – niemiecka ładownica z 1911 roku. Początkowo przeznaczona dla jednostek konnych, od 1933 r. zastąpiła większą ładownicę M09 w całych silach zbrojnych. Standardowa niemiecka ładownica w czasie II wojny światowej. Najczęściej miały one kolor czarny (zgodnie z regulaminem wprowadzonym przed II wojną), jednak zdarzają się egzemplarze brązowe (wczesna produkcja), jasnobrązowe i kremowo brązowe (w użyciu przez jednostki Luftwaffe). Brązowych ładownic używano także w ekwipunku tropikalnym (rzadko) i policyjnym (ciemny odcień skóry). 
W każdej z trzech kieszonek ładownicy mieszczą się dwie pięcionabojowe łódki. We wzorze wcześniejszym trzy. W oddziałach bojowych wydawano dwie, a w tyłowych jedną sztukę. 
Ładownice z poszczególnych etapów wojny różnią się drobnymi szczegółami:
- 1933–1939 – ładownice ze skóry wyprawianej na brązowo, groszkowanej, zazwyczaj poczernione, elementy dodatkowe zrobione z aluminium (D-ring, nity, bolce). Szlufki mocujące do pasa głównego przedłużone, z jednej strony nitowane, z drugiej zahaczane o bolec. Sygnowane producentem - nazwisko producenta/fabryka, miasto, data.
- 1939–1942 – ładownice wykonane ze skóry wyprawianej na czarno, groszkowanej. Elementy dodatkowe aluminiowe lub stalowe. Szlufki mocujące do pasa przedłużone, z jednej strony nitowane, z drugiej zahaczane o bolec. Sygnowane nazwą fabryki i rokiem lub 3-literowym kodem producenta i dwoma ostatnimi cyframi roku (np. dla 41).
- 1942–1945 – ładownice wykonane ze skóry wyprawianej na czarno, zazwyczaj groszkowanej, różne kształty D-ringów, elementy dodatkowe wykonane ze stali; im późniejsza produkcja tym bardziej uproszczona: zamiast szwów stosuje się nitowanie (tam gdzie to możliwe). Szlufki mocujące do pasa krótkie, nitowane. Ładownice sygnowane kodem RB, RF, 3 -literowym kodem producenta bądź bez sygnatur.